# Poliamor para principiantes
Poliamor para principiantes és una pel·lícula espanyola còmica de 2021 dirigida per Fernando Colomo i protagonitzada per Karra Elejalde, María Pedraza, Quim Ávila, Toni Acosta, Lola Rodríguez, Eduardo Rosa, Cristina Gallego i Luis Bermejo.

## Sinopsi
Satur (Karra Elejalde) i Tina (Toni Acosta) són un matrimoni en el qual ella aporta els diners i ell s'ocupa de la casa i el nen. El problema és que el nen, Manu (Quim Ávila), té ja 28 anys i és un mediocre youtuber. Per a tirar endavant al seu fill, Satur li convertirà en «El ranger de l'amor», un reeixit youtuber emmascarat defensor de l'amor romàntic. Amb aquesta tapadora, Manu s'enamora perdudament d'Amanda (María Pedraza). El que no sap, és que Amanda és poliamorosa i té relacions amb Marta (Cristina Gallego) i Esteban (Luis Bermejo), una acomodada parella de metges amb dos fills, amb Claudia (Lola Rodríguez), una noia trans que treballa en el món de la moda, i amb Álex (Eduardo Rosa), un monitor de paracaigudisme i model cachas.

## Repartiment
- Karra Elejalde com Satur
- María Pedraza com Amanda
- Quim Ávila com Manu
- Toni Acosta com a Tina
- Lola Rodríguez com Claudia
- Eduardo Rosa com Álex
- Cristina Gallego com Marta
- Luis Bermejo com Esteban
- Inma Cuevas com Berta
- Susi Caramelo com ella mateixa
- Mery Cabezuelo com Margarita
- Patricia Peñalver com Laura
- Eros Herrero com Hugo
- Robert Plugaru com Borja
- Esther Toledano com Esther

## Producció
El guió va ser escrit per Fernando Colomo, Casandra Macías-Gago i Marina Maesso. Una coproducció conjunta hispano-francesa de Morena Films juntament amb Acuerdo de Fluidos AIE i Ran Entertainment, va comptar amb la participació d'Amazon Prime Video, RTVE i Telemadrid, finançament de l'ICAA i suport de l'administració regional de Madrid.
Va ser rodada l'any 2020 a indrets de Madrid i Extremadura (incloent-hi Navalmoral de la Mata i la localitat-illa de Valdecañas).

## Estrena
La pel·lícula es va estrenar en cinemes el 21 de maig de 2021. Després del seu pas per les sales, es va estrenar en exclusiva a Amazon Prime Video el 10 de setembre.

## Recepció
En general, els experts en cinema s'han mostrat d'acord a donar el vistiplau a la pel·lícula, especialment pel maneig del director i per l'elecció dels actors. Oti Rodríguez Marchante en el diari ABC afirma: «Colomo espanta qualsevol temptació moralista del poliamor mitjançant el seu maneig de la lleugeresa i amb la precisa elecció dels actors (...) és un director llest, que sempre mira a l'espectador (…) Per això, li dono una puntuació de 3 (sobre 5)». Carmen L. Lobo del diari La Razón també la puntua amb un 3 de 5, basant-se en el fet que: «El cineasta torna amb una pel·lícula perfecta per a aquests temps (...) en els quals riure'ns de nosaltres mateixos cotitza a l'alça (...) La primera part del film resulta molt graciosa». Altres com Javier Ocaña a El País lloen el treball del director. Mentre que Mikel Zorrilla de Espinof, opina que és una simple comèdia romàntica que intenta ser una mica més, donant-li una puntuació de 2 sobre 5.
En la seva primera setmana en cinemes, va obtenir una recaptació de 108.117 euros. Després del seu pas per les sales de cinema espanyoles, va obtenir una recaptació total de 274.000 euros.